# Tòa nhà Matica Slovenská ở Martin
Tòa nhà Matica Slovenská ở Martin (tiếng Slovakia: Budova Matice slovenskej v Martine) là một tòa nhà tọa lạc tại số 11 phố Štefánikova, thành phố Martin, vùng Žilina, Slovakia. Cùng với một tấm bia tưởng niệm, một tượng đài S. H. Vajanský và một khu vườn có niên đại từ thế kỷ 16, tòa nhà Matica Slovenská ở Martin được công nhận là di tích văn hóa quốc gia vào năm 1961 theo Nghị quyết của Chủ tịch Hội đồng Quốc gia Slovakia. Tòa nhà nằm trong Sổ đăng ký Trung ương của Quỹ Di tích theo số 573.

## Lịch sử
Dựa trên dự án đề xuất của Ján Nepomuk Bobula, việc xây dựng tòa nhà Matica Slovenská ở Martin bắt đầu vào năm 1865 dưới sự chỉ đạo của kiến trúc sư người Vsetín Milan Urban. Lễ khánh thành tòa nhà diễn ra vào ngày 8 tháng 8 năm 1865. Công trình này được xây dựng theo hình chữ U, có sân ở giữa. Một tấm bảng tưởng niệm được đặt phía trên tòa nhà từ năm 1919. Trong khu vườn phía trước mặt tòa nhà thứ hai có bức tượng S. H. Vajanský, tọa lạc ở địa điểm này từ năm 1965. Tác giả của bức tượng là nhà điêu khắc František Úprk. Phía sau tòa nhà có một khu vườn được tạo dựng vào nửa sau thế kỷ 16.